# 842年
| 千纪： | 1千纪                                                                                           |
| 世纪： | 8世纪 \| 9世纪 \| 10世纪                                                                        |
| 年代： | 810年代 \| 820年代 \| 830年代 \| 840年代 \| 850年代 \| 860年代 \| 870年代                       |
| 年份： | 837年 \| 838年 \| 839年 \| 840年 \| 841年 \| 842年 \| 843年 \| 844年 \| 845年 \| 846年 \| 847年 |
| 纪年： | 壬戌年（狗年）；唐会昌二年；南诏天启三年；日本承和九年；渤海国咸和十二年                        |

## 大事记
- 唐武宗滅佛 (842~848年)。
- 吐蕃王朝末代贊普朗達瑪被僧人殺死，不久後王朝崩潰，朗達瑪妻綝氏（那囊氏）拥立自己的侄子云丹为赞普，朗達瑪的儿子俄松在山南地区对立。论恐热西征讨伐篡位的云丹，宰相尚思罗前往讨伐，被论恐热大败杀死，此后论恐热成为青藏高原上最有实力的势力。
- 拜占庭帝国
  - 迈克尔三世登基为皇帝。
- 日本承和之變

## 逝世
- 刘禹锡，中国文学家（772年出生，70岁）
- 7月15日－嵯峨天皇，日本第52代天皇（786年出生，56岁）
- 朗达玛 吐蕃末代赞普（838年至843年在位）。